# チェシュメ
チェシュメ（トルコ語: Çeşme、トルコ語発音: [ˈtʃeʃme]）は、トルコエーゲ海地方のイズミル県にある町である。県都のイズミルより西へ85キロメートルの距離にあり、カラブラン半島から突き出たチェシュメ半島に位置する。チェシュメとは「噴水」の意味であり、オスマン帝国時代の噴水が町中で多く見られる。日本語ではチェシメの表記も見られる。

## 歴史
チェシュメの町は、ヒオス島を統治していたジェノヴァ共和国と、オスマン帝国に追い払われる形でアナトリアを支配していたアイドゥン侯国の間で暫定協定が結ばれた14世紀に黄金期を迎えた。ヨーロッパとアジアの貿易が、オスマン帝国の領土からわずか数時間の距離のチェシュメを経由して行われていた。チェシュメはオスマンの属国であったが、1470年を過ぎるまで自治を維持していた。
1566年にキオス島がピヤレ・パシャ (en:Piyale Pasha) の率いるオスマン帝国軍に占領され、キオス島とチェシュメは帝国領となった。その後、外国人商人たちの好みにより、貿易拠点はチェシュメから徐々にイズミルにシフトしていった。その時までイズミルは、東方からのキャラバン隊が通過するだけの町であった。
今日のようなイズミルの発展は、17世紀を過ぎた頃から顕著になる。1770年、チェシュメは露土戦争 (en:Russo-Turkish War (1768–1774)) におけるチェシュメの戦い (en:Battle of Chesma) の舞台となった。

## 姉妹都市
- ルレオ, スウェーデン
- Emmonak, アメリカ
- フランクフォート, アメリカ
- イカルイト, カナダ
- セメイ, カザフスタン
- アクトベ, カザフスタン
- タラス, キルギスタン
- アークレイリ, アイスランド
- キルキュバイヤルクロイストゥル, アイスランド
- Leningradskiy, タジキスタン
- コペル, スロベニア
- Xlendi, マルタ
- Dogana, サンマリノ
- Wise, アメリカ